# يوهان يونارد روست
يوهان يونارد روست (بالألمانية: Johann Leonhard Rost)‏ (و. 1688 – 1727 م) هو عالم فلك، ومؤلف، وكاتب ألماني، ولد في نورنبرغ، كان عضوًا في الأكاديمية البروسية للعلوم، توفي في نورنبرغ، عن عمر يناهز 39 عاماً.

## التعليم
تعلم في جامعة ألتدورف.